# Pieter Jakob Cosijn
Pieter Jakob Cosijn, född 29 november 1840 i Rijswijk, död 29 augusti 1899 i Leiden, var en av Nederländernas främsta och originellaste språkforskare, och gjorde betydande insatser särskilt inom den nederländska och fornengelska filologin.
Cosijn studerade vid universitetet i Utrecht och ägnade sig under några års verksamhet som lärare i Winschoten och Haarlem åt germanska språkstudier. Han blev 1871 medredaktör i "Woordenboek der Nederlandsche taal" och utnämndes 1877 till innehavare av den nyinrättade lärostolen i forngermanska språk vid Leidens universitet. 
Cosijn lade jämte Henry Sweet och Eduard Sievers grundvalen för ett modernt vetenskapligt studium av det fornengelska språkets grammatiska byggnad och dialekter: hans Altwestsächsische Grammatik (1883–88) är en kritisk-statistisk förstahandsframställning av det västsachsiska prosalitteraturspråkets ljud- och formsystem, förberett av Sweets banbrytande undersökningar och texteditioner. Höjdpunkten av hans mera vägande än omfångsrika författarskap betecknar hans i smärre avhandlingar spridda textförklaringar och konjekturalkritiska bidrag till anglosaxiska poesin. Tillsammans med Eelco Verwijs utgav han tidskriften "De taal- en letterbode" (1870–75), tillsammans med bland andra Hendrik Kern "Taalkundige bijdragen" (1877–79).